# Viridemas
Viridemas là một chi bướm đêm thuộc họ Noctuidae.

## Loài
- Viridemas galena Smith, 1908